# Victor Örnberg

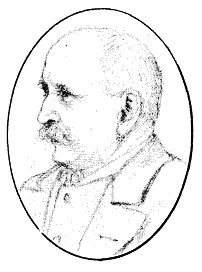
Victor Örnberg. Efter en handteckning (ur Nordisk Familjebok, 2:a upplagan).

Lars Magnus Victor Örnberg, född 17 september 1839 i Nyköping, död 6 juli 1908 i Vadstena, var en svensk arkivman och släktforskare.
Örnberg blev 1858 student vid Uppsala universitet och skrevs in efter avlagd examen 1860 i Kammarkollegium, där han 1864–1871 arbetade i Kammararkivet och 1872 befordrades till kammarskrivare, en tjänst som drogs in 1879. År 1878 blev han kanslist i Riksmarskalksämbetet och Hovexpeditionen, utnämndes 1884 till protokollssekreterare där och erhöll 1894 hovintendents titel. År 1898 avgick Örnberg såväl från protokollssekreterar- som hovintendentsbefattningarna. Från 1868 var han dessutom extra ordinarie amanuens i Riksarkivet, och han var 1899–1904 arkivarie och chef för det nyinrättade Landsarkivet i Vadstena, Sveriges första landsarkiv. Han var livligt verksam för bättre vård av de lokala arkiven, särskilt kyrkoböckerna. Örnberg var 1885-1890 sekreterare i Svenska autografsällskapet och redaktör för dess tidskrift.  
Han redigerade och utgav på eget förlag (anonymt) Svensk slägtkalender (4 årgångar; 1885–1888), som följdes av Svenska ättartal (10 årgångar; 1889–1908), "afsedda att utgöra tidskrift för svensk slägtkunskap och slägtforskning samt slägtbok och slägtkalender". Med dessa publikationer, i vilka omkring 1 400 ofrälse släkter behandlades, gjorde Örnberg sig i mycket hög grad förtjänt om den svenska släktforskningen, icke blott genom de utredningar han i dem lämnade över en mängd levande och utdöda furstliga, frälse och framför allt ofrälse släkter, utan även genom den lust för och det arbete i ämnet, som hans egen iver framkallade i stora kretsar. Örnberg utgav dessutom Samlingar till beskrifning om Nyköping (1862), Anteckningar om kammarkollegiet (1874) och Seraphimerriddarelängd 1748–1890 (1890) med flera. 
I handskrift av Örnberg förvaras i Kungliga biblioteket tre volymer med "Anteckningar och utdrag ur Stockholms kyrkoböcker" (Hov-, Riddarholms- och Storkyrkoförsamlingarna). Sveriges Släktforskarförbund instiftade till hans minne 1988 en Victor Örnbergs minnesfond och delar sedan 1990 årligen ut ett Victor Örnbergs hederspris till en person "som har gjort stora insatser för släktforskningen".
Victor Örnberg är begravd på Nyköpings västra kyrkogård.